# Dánsko na Letních olympijských hrách 2000
Dánsko se účastnilo Letní olympiády 2000. Zastupovalo ho 97 sportovců (53 mužů a 44 žen) v 16 sportech.

## Medailisté
| Medaile | Jméno | Sport             | Soutěž                                     |
| ------- | --- | ----------------- | ------------------------------------------ |
| Zlato   | Karen Brødsgaard Katrine Fruelund Maja Grønbæk Lotte Kiærskou Karin Mortensen Anja Nielsen Rikke Schmidt Christina Roslyng Mette Vestergaard Anette Hoffman Camilla Andersen Janne Kolling Lene Rantala Tina Bøttzau Tonje Kjærgaard | Házená            | Turnaj žen                                 |
| Zlato   | Henrik Blakskjær Thomas Jacobsen Jesper Bank | Jachting          | Muži Soling Class                          |
| Stříbro | Wilson Kipketer | Atletika          | Muži 800 m                                 |
| Stříbro | Camilla Martin | Badminton         | Ženy jednotlivci                           |
| Stříbro | Torben Grimmel | Sportovní střelba | Muži 50 m libovolná malorážka 60 ran vleže |
| Bronz   | Thomas Ebert Søren Madsen Eskild Ebbesen Victor Feddersen | Veslování         | Muži čtyřka bez kormidelníka lehkých vah   |